# Babatagung
Babatagung is een bestuurslaag in het regentschap Lamongan van de provincie Oost-Java, Indonesië. Babatagung telt 1548 inwoners (volkstelling 2010).